# Дівчина в парку
«Дівчина в парку» — фільм 2007 року.

## Зміст
Головна героїня, Джулія, пережила у минулому трагедію. 15 років тому в міському парку безслідно пропала її трирічна донька Меґі. Звідтоді Джулія так і не оговталася повністю — вона розлучилася з чоловіком, віддалилася від сина і, по суті, втратила інтерес до життя. Та одного разу відбувається її зустріч з юною Луїзою і вони починають товаришувати. Дівчина поселила в душі Джулії надію, що коли-небудь донька знайдеться.